# Papratka samičí

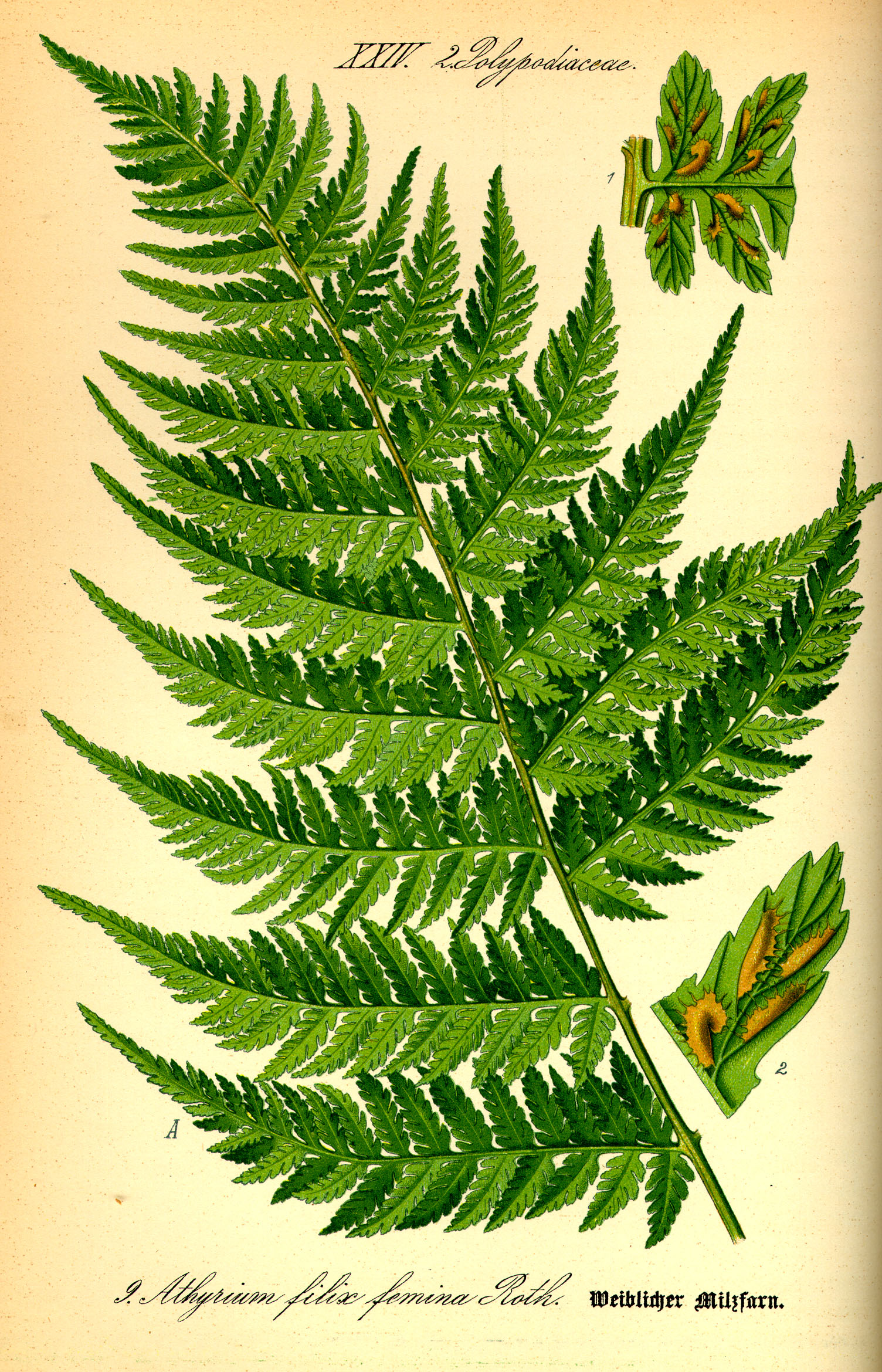
List papratky

Papratka samičí (Athyrium filix-femina) je vytrvalá, velmi statná kapradina z čeledi papratkovitých (Athyriaceae), někdy pěstovaná jako ozdobná rostlina. Patří mezi nejhojnější lesní kapradiny. Název této kapradiny (filix znamená kapradina, femina – samice) pochází z dob, kdy nebylo nic známo o rozmnožování kapradin; tento taxon býval považován za samičí rostliny. Druh kapraď samec (Dryopteris filix-mas) jenž je mohutnějšího vzrůstu byl pak považován za samčí rostliny téhož druhu.

## Popis
Z krátkého podzemního oddenku vyrůstají vzpřímené, 30 až 100 cm dlouhé, světle zelené, dvakrát, někdy i třikrát zpeřené listy kopinatého tvaru, vybíhající do špičky, které jsou uspořádány do růžice a navzájem se vějířovitě překrývají.
Úkrojky prvního řádu, kterých bývá asi třicet po obou stranách, vyrůstají střídavě; ostře pilovité úkrojky druhého řádu jsou nahloučené nebo nepatrně od sebe vzdálené. Krátký řapík je v dolní části tmavohnědý a krytý šupinami, v horní části zelený a holý. Sterilní a fertilní listy stejného tvaru na podzim odumírají.
Kupky výtrusnic vyrůstající na spodních stranách fertilních listů jsou podlouhlého, někdy háčkovitě zakřiveného tvaru. Kupky vyrůstají ve dvou řadách podél hlavního žebra, nezřídka dosahují i k žilkám postranním, kryty zahnutou ostěrou ve tvaru srpu, která kryje kupky po delší čas, někdy však záhy opadá.

## Stanoviště a rozšíření
Papratka roste ve všech vlhkých smíšených, jehličnatých i listnatých lesích s bylinným podrostem. Najdeme ji na mírně kyselých půdách, často bohatých na rozložený humus, ale i na chudých půdách nebo místech s nerozloženou vrstvou humusu. Jedná se o kosmopolitní, velmi hojný druh. Vyhýbá se pouze vápnitým a suchým lokalitám.

## Možnost záměny
Podobný druh rostoucí na stanovištích horského až alpinského pásma, papratka horská (Athyrium distentifolium), má okrouhlé výtrusné kupky s brzy sesychající, nedokonale vyvinutou ostěrou.

## Využití
Jedovatý olej z oddenků využívala starověká medicína na odčervení člověka a hlavně domácích zvířat. Příliš vysoká dávka však vede ke slepotě. Pro svou odolnost je vysazována v zahradách a parcích jako okrasná rostlina. Bylo vyšlechtěno i několik kultivarů, např. 'Glomeratum' s klubíčky listových úkrojků na konci listů a 'Fieldiae' se zkrácenými a ztěsnanými jařmy a narůžovělým řapíkem a vřetenem.